# Scheingewinn
Unter einem Scheingewinn (englisch fictitious gain) wird bei Unternehmen ein Gewinn verstanden, der durch die zwischen Beschaffung und Wiederbeschaffung verbrauchter Produktionsmittel, Roh-, Hilfs- und Betriebsstoffe eingetretene Geldentwertung entstanden ist. Gegensatz ist der Scheinverlust.

## Allgemeines
Der Scheingewinn ist ein Gewinn, der nicht durch den eigentlichen Betriebszweck und die kommerziellen Aktivitäten eines Unternehmens entstanden ist, sondern lediglich auf externe inflationäre Preissteigerungen zurückzuführen ist. Durch die Preisentwicklung muss zwischen dem Realwert und dem Nominalwert einer Geldeinheit unterschieden werden. Dann gehört der Scheingewinn zur Realwertbetrachtung, bei der die Preisentwicklung berücksichtigt wird. Steigen nämlich die Anschaffungskosten bei gleichbleibendem Verkaufspreis, so entsteht in Höhe der Differenz zwischen Anschaffungskosten und den gestiegenen Wiederbeschaffungskosten desselben Guts ein scheinbarer Gewinn. Dieser Scheingewinn ist mithin kein echter Gewinn, weil er letztlich nur aus der positiven Differenz zwischen den Anschaffungskosten der verbrauchten Güter und den Anschaffungskosten der wiederbeschafften Güter besteht. Ergibt sich ein Jahresfehlbetrag, so liegt ein Scheingewinn vor, wenn dieser Verlust bei der Verrechnung der entsprechenden Anschaffungskosten noch größer wäre.

## Betriebswirtschaftliche Aspekte
Scheingewinne treten bei Inflation und insbesondere bei Hyperinflation auf. Der Gewinn setzt sich dann – bei der Betrachtung des Realwerts – aus echtem Gewinn und Scheingewinn bzw. aus echtem Gewinn und Scheinverlust bzw. aus echtem Verlust und Scheingewinn zusammen. Scheingewinne gefährden die notwendige nominelle Kapitalerhaltung, weil sie zu einer Entwertung des Eigenkapitals führen. Diese nominelle Kapitalerhaltung wird bei der Ausschüttung von Scheingewinnen nicht erreicht.
Der Scheingewinn ist mithin die positive Differenz zwischen dem Gewinn bei nomineller Kapitalerhaltung und dem Gewinn bei realer Kapitalerhaltung:
{\displaystyle {\text{Scheingewinn}}={{\text{nominelle Kapitalerhaltung}}-{\text{reale Kapitalerhaltung}}}}.
Der Substanzgewinn ergibt sich, wenn man den Scheingewinn vom Nominalgewinn subtrahiert:
{\displaystyle {\text{Substanzgewinn}}={{\text{Nominalgewinn}}-{\text{Scheingewinn}}}}.
Beispiel
Der für die Produktion in einem Unternehmen benötigte Rohstoff Kupfer kostete bei seiner Beschaffung am 10. Mai eines Jahres 18 Geldeinheiten (GE)/100 kg. Vor seinem produktionsbedingten Verbrauch am 20. Juli desselben Jahres kostete Kupfer bei seiner Wiederbeschaffung inflationsbedingt nunmehr 22 GE/100 kg. Der Umsatzprozess hat zu einem Verkaufspreis von 25 GE auf der Grundlage der alten Anschaffungskosten geführt.
Daraus ergibt sich
| Anschaffungskosten Kupfer      | 18 GE |         |
| Wiederbeschaffungspreis Kupfer | 22 GE |         |
| Verkaufspreis Produkt          | 25 GE |         |
| Nominalgewinn                  | 7 GE  | (25-18) |
| substanzorientierter Gewinn    | 3 GE  | (25-22) |
| Scheingewinn                   | 4 GE  | (7-3)   |

Es wird ein Nominalgewinn von 7 GE erzielt, aber ein substanzorientierter Gewinn von nur 3 GE, so dass ein Scheingewinn von 4 GE im Gewinn enthalten ist. Ein derartiger Scheingewinn darf nicht wie ein echter – substanzorientierter – Gewinn behandelt werden, dürfte also weder besteuert noch ausgeschüttet werden. Wird der Scheingewinn dennoch ausgeschüttet, liegt in Wirklichkeit eine Ausschüttung von Realkapital vor.

## Entstehung
Bei einer Geldwertminderung verlieren die eigenen Geldmittel (Kassenbestand, Bankguthaben, Wertpapiere) und Forderungen (Debitoren) an Wert, aber auch die korrespondierenden Verbindlichkeiten. Daraus resultieren einerseits Scheingewinne und andererseits Scheinverluste. Hält das Unternehmen diese Bilanzpositionen in Menge und Fälligkeit im Gleichgewicht, so gleichen sich Scheingewinn und Scheinverlust aus. Übrig bleiben Scheingewinne/Scheinverluste lediglich bei Lagerbestand und Sachanlagen.
Scheingewinne entstehen jedoch nicht nur durch das Auseinanderfallen von Beschaffungs- und Verkaufspreisen, sondern auch durch technischen Fortschritt und Bedarfswandlungen. Unternehmen müssen stets neuartige Produktionsverfahren anwenden, modernste Maschinen einsetzen und die ergiebigsten Rohstoffe verwenden. Die Preise der bisherigen und der modernen Ersatzgüter stimmen meist nicht überein, so dass auch hierdurch Scheingewinne entstehen. Bedarfswandlungen betreffen das geänderte Kaufverhalten der Kunden, so dass Scheingewinne bei der Anpassung an diesen Bedarf entstehen.

## Besteuerung
Die Problematik von Scheingewinnen liegt darin, dass sie wie die „echten“ Gewinne der Besteuerung und der Ausschüttung unterliegen, weil sie aus der Gewinn- und Verlustrechnung nicht erkennbar sind. Das im Steuerrecht dominierende Nominalwertprinzip verlangt auch die Besteuerung von Scheingewinnen. Auch das Handelsrecht geht gemäß § 244 HGB vom Euro als Nennwert des Geldes aus (Nominalismus: Euro 2002 = Euro 2017) und lässt die Geldentwertung unberücksichtigt. Abschreibungen sind infolgedessen lediglich von den Anschaffungskosten erlaubt und nicht vom höheren Wiederbeschaffungswert (nominelle Kapitalerhaltung).
Das Steuerrecht gestattet jedoch beim Umlaufvermögen, inflationsbedingte Preisänderungen zu berücksichtigen. Es handelt sich um das Verbrauchsfolgeverfahren der LIFO-Methode, die bei kontinuierlich steigenden Preisen tendenziell geeignet ist, Scheingewinne nicht entstehen zu lassen. Es fällt kein Scheingewinn an, wenn die Produktion ausschließlich aus der Beschaffung des laufenden Geschäftsjahres erfolgt und der ursprüngliche Anfangsbestand nicht angegriffen wird. Gemäß § 256 HGB ist diese Methode auch in der Handelsbilanz zulässig.

## Geschichte
Ausgangspunkt der Problematik von Scheingewinnen war die deutsche Inflation 1914 bis 1923. Der Betriebswirt Erwin Geldmacher wies als erster im Oktober 1920 in einem Zeitungsartikel auf das Versagen der überlieferten Nominalwert-Rechnung bei der Besteuerung von Unternehmen hin. Er forderte 1923 ein Ausschüttungsverbot für Scheingewinne. Ihm folgte sein Kölner Universitätskollege Ernst Walb. Beide lösten eine breite Diskussion über die gesamte Thematik aus, denn auch Walter Mahlberg oder Eugen Schmalenbach äußerten sich hierzu innerhalb kürzester Zeit. Schmalenbach wies darauf hin, dass durch die Scheingewinne die Unternehmen Substanzverluste erlitten hätten. Substanzverluste entstehen, wenn die Verkaufspreise unter den Wiederbeschaffungspreisen der Einsatzgüter liegen. Die Problematik der Scheingewinne fand noch 1921 Eingang in die organische Bilanztheorie von Fritz Schmidt.
Zur Milderung des Ausweises von Scheingewinnen hatte der Gesetzgeber im Jahre 1955 eine so genannte Preissteigerungsrücklage (§ 74 EStDV) eingeführt, aber 1989 wieder abgeschafft. Dabei durfte ein den Scheingewinn teilweise eliminierender Aufwandsposten gebildet werden, der in die auf 4 Jahre (ab 1957: 6 Jahre) befristete Rücklage eingestellt werden konnte. Sie konnte gebildet werden, wenn der Börsen- oder Marktpreis zum Bilanzstichtag mehr als 10 % über demjenigen des vorangegangenen Bilanzstichtages gestiegen war.